# Alexander Iwanowitsch Pawlow
Alexander Iwanowitsch Pawlow (russisch Александр Иванович Павлов; *  20. Julijul. / 1. August 1860greg.; † 25. Juli 1923 in Gannat) war ein russischer Diplomat.

## Leben
Alexander Iwanowitsch Pawlow war der Sohn von Eugene Feodorowna geb. Balz (Евгения Фёдоровна Бальц) und dem General Iwan Petrowitsch Pawlow (Иван Петрович Павлов).
Auf der Kadettenschule der kaiserlich russischen Marine wurde er Offizier.
Vom 6. November 1897 bis 8. Juni 1898 war er Geschäftsträger in Peking.
Am 22. Mai 1896 unterzeichnete Li Hongzhang in Moskau ein russisch-chinesisches Verteidigungsbündnis.
Alexander Pawlow drängte das Zongli Yamen es möchten ausschließlich russische Instrukteure bei der chinesischen Armee angestellt werden. Am 23. März 1898 unterzeichnete Alexander Iwanowitsch Pawlow mit Li Hongzhang  das Abkommen über die Pacht der Liaodong-Halbinsel.

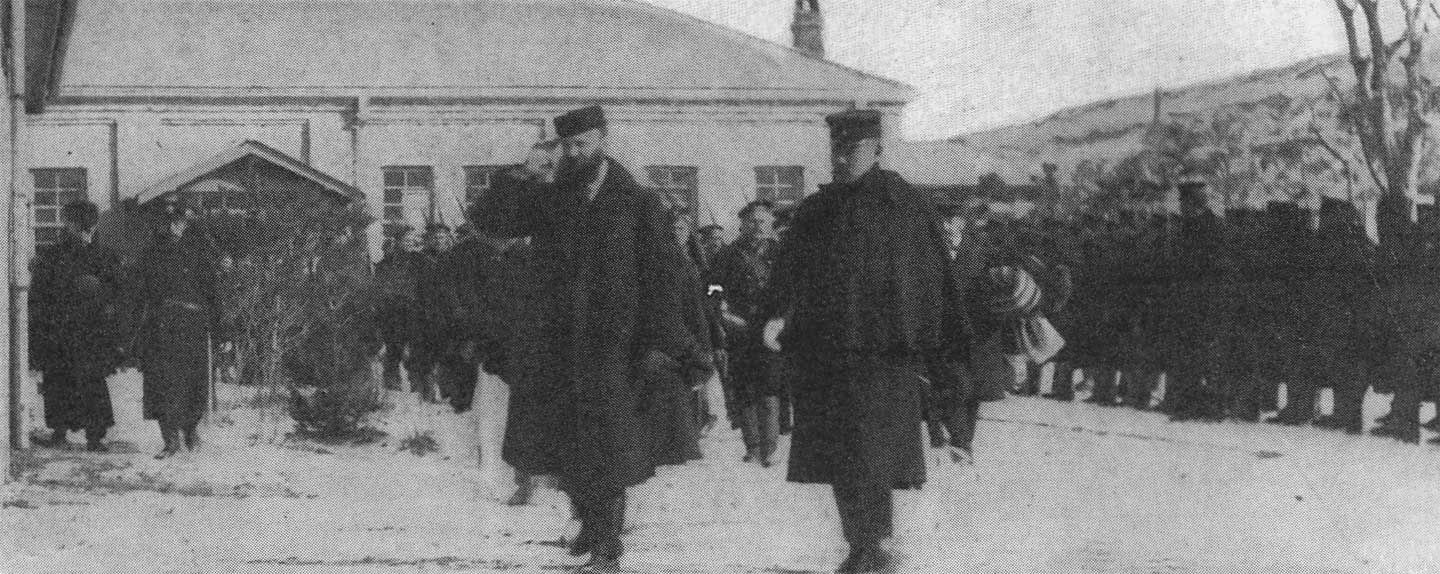
Pawlow grüßend mit Ijichi Kōsuke 1904 in Seoul zu Beginn des Russisch-Japanischen Krieges.

Vom 24. November 1898 bis 1904 leitete er die russische Auslandsvertretung in Seoul.
Dies tat er bis 1902 als Generalkonsul und Geschäftsträger und anschließend als außerordentlicher Gesandter und bevollmächtigter Botschafter. Zu Beginn des Russisch-Japanischen Krieges verließ er Seoul über Port Arthur, Shanghai und wurde von der Ochrana beschäftigt. Nach der Oktoberrevolution zog er auf ein Schloss bei Gannat.
| Vorgänger                                                       | Amt                                                                          | Nachfolger                                     |
| --------------------------------------------------------------- | ---------------------------------------------------------------------------- | ---------------------------------------------- |
| Arthur Pawlowitsch Cassini (Артур Павлович Кассини 1835 — 1919) | russischer Geschäftsträger in Peking 3. Oktober 1896 bis 24. November 1898   | Alexis de Speyer                               |
| Nicolai Gavr. Matjunin                                          | Leiter der russischen Auslandsvertretung in Seoul 24. November 1898 bis 1904 | Terence Fomich Shtykow (Терентий Фомич Штыков) |